# M.F.K. Fisher
M.F.K. Fisher, właściwie Mary Frances Kennedy Fisher (ur. 3 lipca 1908 w Albionie w Michigan, zm. 22 czerwca 1992 w Glen Ellen w Kalifornii) – amerykańska publicystka kulinarna, popularyzatorka sztuki kulinarnej, scenarzystka filmowa, autorka esejów kulinarnych, książek kucharskich i przepisów.

## Życiorys
Była najstarszym z czwórki dzieci Rexa Kennedy'ego, lokalnego dziennikarza i właściciela gazety. Gdy miała 4 lata, rodzina przeniosła się do Whittier w Kalifornii. Mary Frances już w wieku 9 lat zainteresowała się gotowaniem, eksperymentując w kuchni. W wieku 21 lat poślubiła Alfreda Younga Fishera, syna prezbiteriańskiego duchownego. Fisherowie przebywali kilka lat we Francji, gdzie Alfred studiował. Pobyt we Francji pozwolił Mary dobrze poznać język francuski, a także zapoznać się z kuchnią tego kraju, co wywarło później wpływ na jej działalność. Po powrocie do Stanów wydała pierwszą ze swoich kulinarnych publikacji, Serve It Forth (1937). 
Małżeństwo Fisherów nie było zbyt udane i Mary Fisher wyszła za mąż za Dillwina Parisha. Wraz z mężem była właścicielką domu i winnicy w Szwajcarii. Dillwin Parish cierpiał na chorobę Buergera i w 1941 roku popełnił samobójstwo. Choroba i cierpienia męża odcisnęły ogromne piętno na psychice Mary Fisher, co, podobnie jak długotrwała choroba artretyczna, choroba Parkinsona, prawie całkowita utrata wzroku i głosu pod koniec życia przez samą autorkę, a także śmierć ojca, wywarły silny wpływ na jej twórczości.
W 1942 roku wydała How to Cook a Wolf, praktyczny poradnik traktujący o przyrządzaniu posiłków w ekstremalnie trudnych czasach (wojen, kryzysów), inspirowany brytyjskimi problemami aprowizacyjnymi w czasie II wojny światowej, a w 1943 – Gastronomical Me, do której inspiracją był prowadzony podczas licznych podróży dziennik. 
W 1945 roku wyszła za mąż za wydawcę Donalda Freede'a, małżeństwo to nie było jednak zbyt szczęśliwe i zakończyło się rozwodem. Samotnie wychowywała dwie córki. 
W 1949 roku wydała wysoko ceniony krytyczny przekład na język angielski Fizjologii smaku, dzieła dziewiętnastowiecznego gastronoma francuskiego Jeana Anthelme'a Brillat-Savarina.
W całej swojej karierze napisała 26 książek popularyzujących różnorakie aspekty sztuki kulinarnej, w których sprzeciwiała się zalewowi taniej, chemicznie przetwarzanej żywności i ekspansji fast-foodów. Wychwalała produkty naturalne, wysokiej jakości, przyrządzane według tradycyjnych receptur.
Wielokrotnie popadała w depresje i okresy niemocy twórczej (najdłuższy był 12-letni). Przez pewien okres pisała scenariusze do hollywoodzkich filmów. Była autorką wielu przepisów kulinarnych, a inne (tradycyjne) poddała modyfikacjom i udoskonaleniom, należała do smakoszy kuchni europejskiej.

## Twórczość
Jest autorką wielu publikacji kulinarnych, wiele z nich dotyczy kuchni francuskiej, rejonu Marsylii, Aix-en-Provence, ale tematyka kulinarna jej utworów przeplatana jest refleksjami na temat życia, przemijania, a później także starości. Nadaje to jej książkom osobisty, autobiograficzny charakter. Prowadziła także bogatą korespondencję, m.in. z innymi amerykańskimi publicystami kulinarnymi: Jamesem Beardem i Julią Child. 

### Niektóre publikacje
- How to Cook a Wolf (1942)
- Gastronomical Me (1943)
- The Physiology of Taste (przekład, 1949)
- Map of Another Town
- A Considerable Town
- As They Ware
- Sister Age
- An Alphabet for Gourmets (1949, polskie wydanie Alfabet smakosza, 2006)